# Onne (Vorname)
Onne ist ein nordischer männlicher Vorname. Seine Bedeutung kann aus dem finnischen Vornamen „Onni“ in etwa als „Glück“ übersetzt werden.

## Verbreitung
In Deutschland kommt der Name sehr selten vor. Auch in Belgien ist Onne nicht verbreitet, es wurden von 1995 bis 2023 nur sechs Jungen so genannt. Dahingegen wird der Name Onne in den Niederlanden seit 1930 fast jährlich vergeben. Von 1930 bis 2023 etwa 530 Mal. Die Vergabe als Erst- und/oder Zweitname ist auch in Schweden und Finnland nachgewiesen.